# Leuctra cypria
Leuctra cypria är en bäcksländeart som beskrevs av Peter Zwick 1978. Leuctra cypria ingår i släktet Leuctra och familjen smalbäcksländor. Inga underarter finns listade i Catalogue of Life.